# 벨기에 국립은행
벨기에 국립은행(네덜란드어: Nationale Bank van België 나티오날러 방크 판 벨히어[*], 프랑스어: Banque nationale de Belgique 방크 나시오날 드 벨지크[*], 독일어: Belgische Nationalbank 벨기셰 나티오날방크[*])은 벨기에의 중앙은행으로 유럽 중앙은행 제도에 참여하고 있다. 본점은 브뤼셀에 있다. 유로 도입 이전에는 벨기에의 자체 통화인 벨기에 프랑을 발행했다.

## 같이 보기
- 벨기에의 경제
- 벨기에 프랑